# After Glow (альбом Кармен Макрей)
After Glow — студийный альбом джазовой певицы Кармен Макрей 1957 года, выпущенный на Decca Records, её пятый на этом лейбле. Записанный в двух студийных сессиях только с ритм-секцией, сама Макрей чередуется за фортепиано с Роннеллом Брайтом в первую запись; 18 апреля уже Рэй Брайант играет на фортепиано.

## Отзывы критиков
| Оценки критиков               | Оценки критиков |
| Источник                      | Оценка          |
| ----------------------------- | --------------- |
| AllMusic                      | [ 3 ]           |
| Encyclopedia of Popular Music | [ 4 ]           |

В журнале Billboard написали: «Этот сет, из тех, что были выпущены мисс Макрей на Decca на сегодняшний день, наиболее точно квалифицируется как „джазовый“. Её поддерживает трио, и это счастливый, безошибочный стиль, особенно когда артистка относится к нему спокойно и не пытается зацикливаться, выбор точной настройки помогает обеспечить проигрывания и продажи. Попробуйте „All My Life“ и „Between the Devil and the Deep Blue Sea“ для двух прекрасных, контрастирующих демо-групп. Возможно, это её самый большой альбом на сегодняшний день, поп- или джазовый».
В рецензии журнала Cash Box отметили: «Пятый выпуск мисс Макрей для Decca — одна из её самых талантливых вокальных (и клавишных) работ; тёплый отражающий стиль в коллекции старых мелодичных друзей. В нескольких номерах артистка играет на фортепиано. Ритмическое сопровождение выполнено со вкусом и ненавязчиво. Первоклассная вокалистка в прекрасной форме».

## Список композиций
1. «I Can’t Escape from You» (Лео Робин, Ричард Уайтинг) — 3:35
2. «Guess Who I Saw Today» (Мюррей Гранд, Элисс Бойд) — 3:35
3. «My Funny Valentine» (Ричард Роджерс, Лоренц Харт) — 3:35
4. «It’s the Little Things That Mean So Much» (Гарольд Адамсон, Тедди Уилсон) — 3:18
5. «I’m Thru with Love» (Мэтти Малнек, Фад Ливингстон, Гас Кан) — 4:09
6. «Nice Work If You Can Get It» (Джордж Гершвин, Айра Гершвин) — 2:33
7. «East of the Sun (and West of the Moon)» (Брукс Бауман) — 2:15
8. «Exactly Like You» (Джимми Макхью, Дороти Филдс) — 2:09
9. «All My Life» (Сэм Х. Степт, Сидни Митчелл) — 4:19
10. «Between the Devil and the Deep Blue Sea» (Гарольд Арлен, Тед Колер) — 2:30
11. «Dream of Life» (Лютер Хендерсон мл., Кармен Макрей) — 4:00
12. «Perdido» (Хуан Тизол, Ганс Ленгсфельдер, Эрвин Дрейк) — 2:15

## Участники записи
- Кармен Макрей — вокал, фортепиано (треки: 1, 4, 8, 12; сессия 6 марта 1957)
- Роннелл Брайт[англ.] — фортепиано (2, 3, 7, 11; сессия 6 марта 1957)
- Рэй Брайант — фортепиано (5, 6, 9, 10; сессия 18 апреля 1957)
- Айк Айзекс[англ.] — контрабас
- Спекс Райт[англ.] — барабаны